# El Machete
El Machete es un periódico mexicano de izquierda que se empezó a publicar en marzo de 1924 como órgano del Sindicato de Obreros Técnicos, Pintores, Escultores y Grabadores Revolucionarios de México, entre cuyos miembros se encontraban Xavier Guerrero, Fermín Revueltas, Diego Rivera y David Alfaro Siqueiros. En 1925 pasa a ser órgano del Partido Comunista Mexicano. En 1980 se publicó una nueva edición de esta revista dirigida por Roger Bartra, de la que aparecieron quince números. Hay una edición facsimilar de esta edición publicada por el Fondo de Cultura Económica.
En la actualidad es el órgano de expresión del Comité Central del Partido Comunista de México. Se pueden hallar distribuidores en el metro de la Ciudad de México, así como en las calles y algunas plazas, tales como el Tianguis Cultural del Chopo. La versión electrónica se halla en su sitio web.